# Giang Tây điền Hồ Quảng
Giang Tây điền Hồ Quảng (江西填湖廣) là đợt di cư của người Giang Tây đến Hồ Quảng (tức hai tỉnh Hồ Nam và Hồ Bắc của Trung Quốc hiện nay) vào đầu đời nhà Minh, cuối đời nhà Nguyên. Chữ "điền" trong Giang Tây điền Hồ Quảng ở đây có nghĩa là lấp đầy hay "điền vào chỗ trống".

## Truyền thuyết
Truyền thuyết kể rằng sau khi Chu Nguyên Chương lên ngôi hoàng đế, các phài hệ của ông đã đến Nam Kinh chúc mừng ông, vì quá mệt mỏi ông hạ lệnh mọi người phải sắp xếp trật tự tiến kinh. Lúc được bẩm báo có một nhóm người ngựa đến Trường Sa, ông liền hạ lệnh "nghỉ ngơi 3 ngày" ("歇息三天", tiếng Hoa đọc là Xie xi san tian) nhưng lại bị truyền sai thành "Huyết tẩy tam thiên" ("血洗三天", tiếng Hoa đọc là Xue xi san tian, nghĩa là "tắm máu ba ngày"). Sau khi Trường Sa bị cuộc đại đồ sát, dân chúng thưa thớt, sau một thời gian dài có một đôi vợ chồng trẻ từ Giang Tây đến Trường Sa an cư lạc nghiệp, sinh con đẻ cái, phát triển lại nơi đây. Vì thế người Trường Sa mỗi khi gặp người Giang Tây đều xưng hô là "Lão Biểu" (江西老表) để xem người Giang Tây là họ hàng.